# Rue Pierre-Legrand (Lille)
La rue Pierre-Legrand est une rue de la commune de Lille, dans le département du Nord.

## Situation et accès
La rue relie le pont de Fives, celui-ci dans le prolongement de la rue Javary, à la place Delory à la limite d’Hellemmes. Elle se prolonge par la rue Roger Salengro à Hellemmes en direction de Villeneuve-d’Ascq.
Elle donne accès, successivement 
- du pont de Fives à la place Degeyter, à la rue de Bellevue à droite (vers le Mont-de-Terre), la rue Frémy à droite et la rue Guillaume  Wenniers à gauche, la rue Jules de Vicq à droite, la rue du Long-Pot vers le Mont-de-Terre à droite, la rue du Prieuré vers l’église Notre-Dame de Fives à gauche, la rue Bourjembois à droite, les rues Bernos et de Bouvines à gauche à l’angle de la mairie de quartier de Fives.
- de la place Degeyter à la place Delory (limite d'Hellemmes), aux rues de Friedland et de Lannoy à gauche à l’autre extrémité de cette mairie, aux rues Dubrunfaut, Francisco Ferrer, Prouvost et Castel à droite, aux rues de Malakoff, Mirabeau, de Philadelphie, du Maréchal-Mortier, Rubens, de la Marbrerie, Coustou et de Pologne à gauche.

Elle est desservie par la ligne 1 du métro de Lille  aux stations Fives et Marbrerie.

## Origine du nom
Cette rue porte depuis 1895 le nom de Pierre Legrand, député de Lille.

## Historique
La rue est sur le tracé de la très ancienne voie reliant Lille à Tournai qui existait au Moyen-Âge.  Cette route quittait Lille par la porte de Fives dans le prolongement de la rue de Fives (actuelle rue Gustave-Delory) puis après 1670 par la porte de Tournai qui la remplace.  Le parcours de la porte de Tournai à l’entrée de Fives traversait la zone inconstructible entourant l’enceinte fortifiée, correspondant actuellement à la rue Javary, au pont de Fives enjambant les voies de sortie de la gare de Lille-Flandres, au passage sous le pont de la rocade périphérique puis sous celui d’un raccordement ferroviaire. Ce tracé a très peu varié depuis plusieurs siècles dans un environnement évidemment transformé par les voies ferrées au XIXe siècle et les voies routières à la fin du XIXe siècle.
La première partie de la rue au-delà de la rue de Bellevue étant encore située dans la zone non aedificandi où les constructions en dur étaient interdites par l’autorité militaire était bordée de maisons de bois. Celles-ci ont disparu à l’exception de l’une d’entre elles.   
Le village de Fives s’est développé le long de cette voie et également au départ de la rue du Long-Pot dès l’Ancien régime ce que témoigne une carte de 1784. 
Avant 1895, la rue était nommée « rue du Faubourg-de-Fives » du pont de Fives jusqu’à la rue de Lannoy et « rue du Faubourg de Tournai » ou route de Tournai au-delà vers Hellemmes. 
La rue était parcourue par la ligne de tramway G puis B, la dernière supprimée en 1966 du réseau lillois.

## Description
La rue est bordée de maisons basses en briques d’un ou deux étages.
La rue est le centre commerçant de Fives avec de nombreuses boutiques au rez-de-chaussée.
Étant l’axe principal de Fives, la circulation est assez importante.
La rue forme un coude entre la rue Bourjembois et la mairie de quartier. Ce passage est la place Pierre Degeyter nommée en mémoire du compositeur de la musique de l’Internationale ancien ouvrier de l’usine de Fives. 

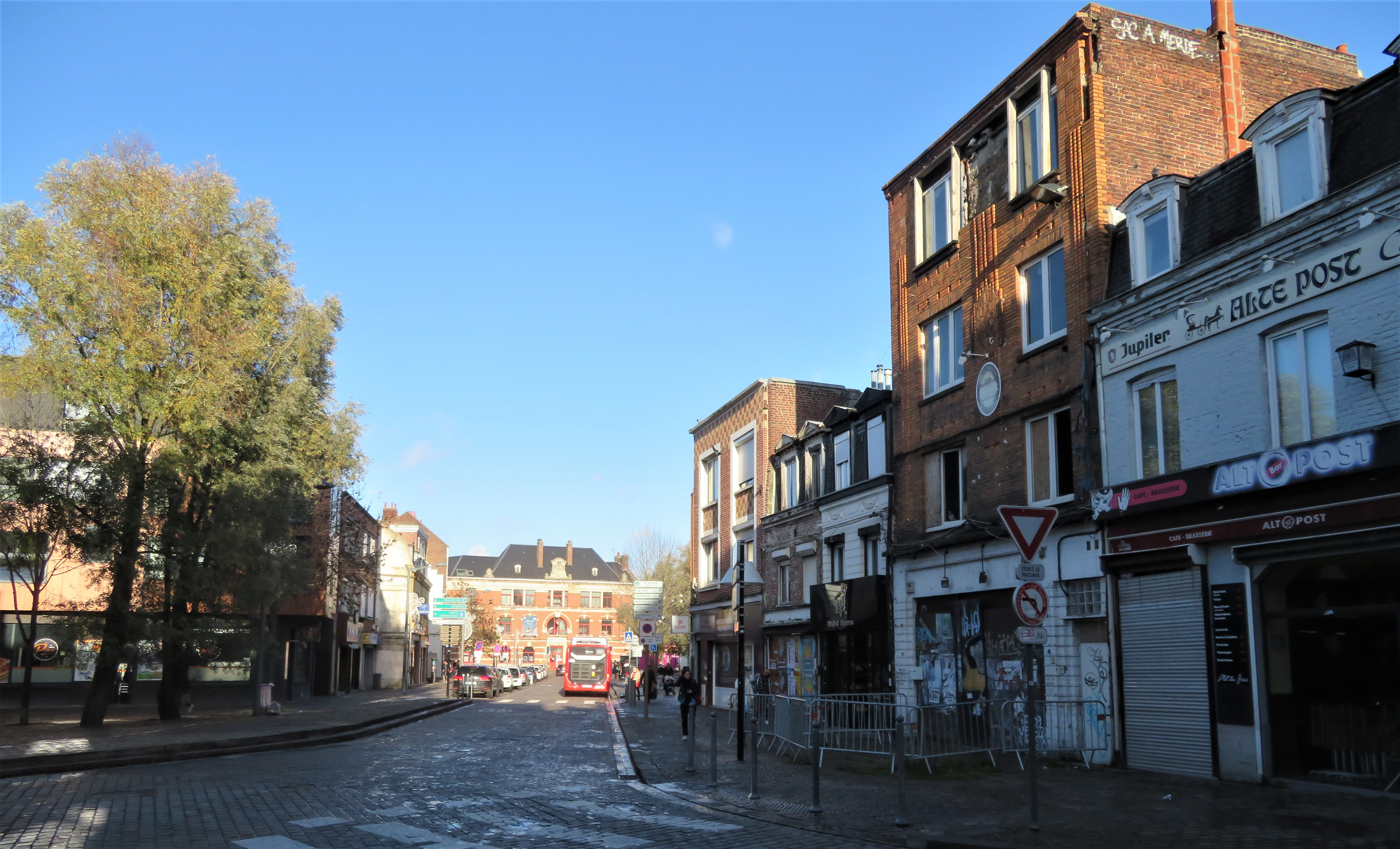
Place Degeyter

## Bâtiment remarquable

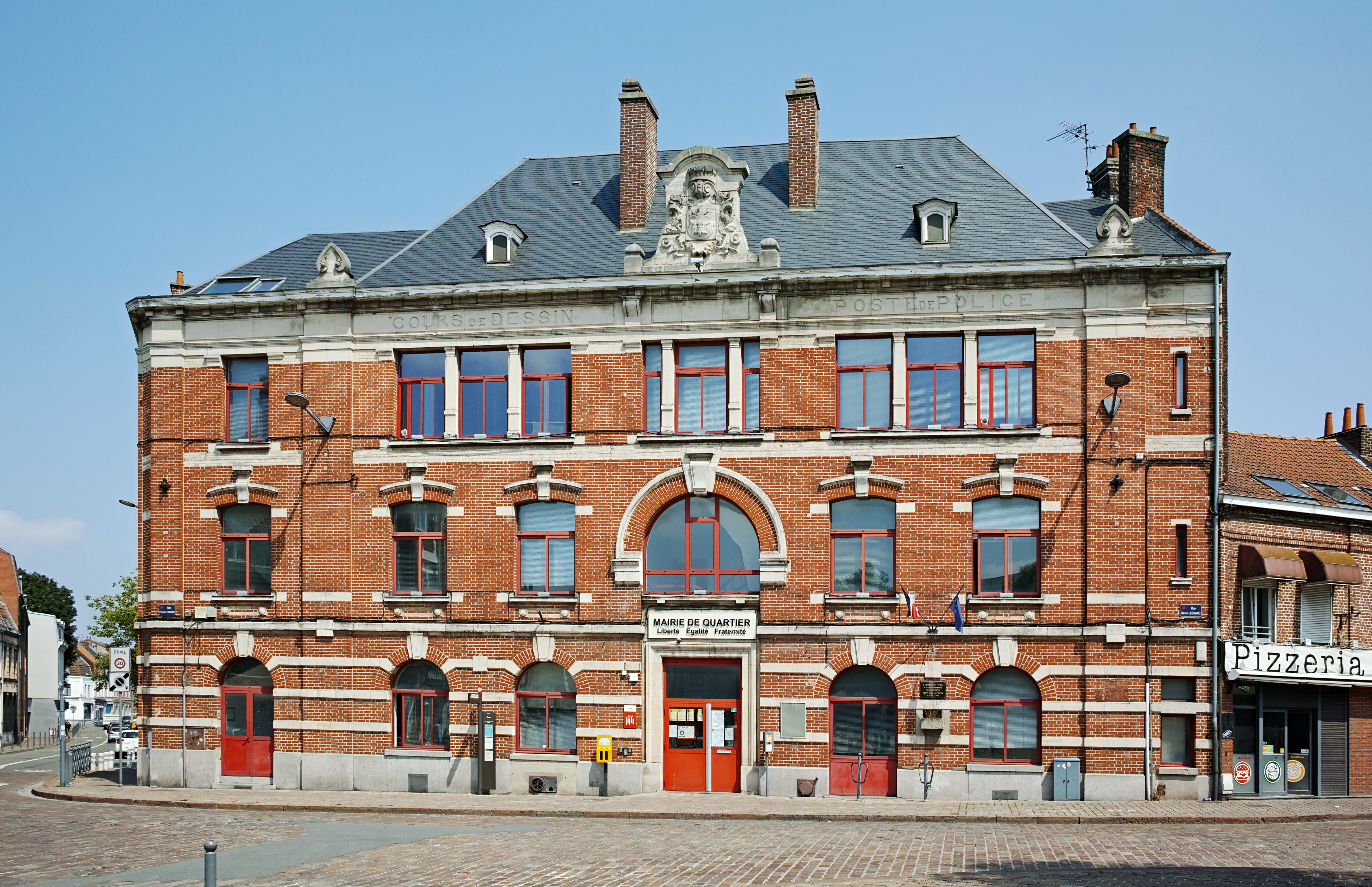
Mairie de quartier de Fives

L’actuelle mairie de quartier de Fives est un bâtiment construit dans les années 1920 à l’emplacement de la mairie de l’ancienne commune de Fives avant son annexion à Lille en 1858. Ce bâtiment a abrité un poste de police puis une bibliothèque avant de devenir la mairie de quartier.  Un bâtiment d’octroi était situé à proximité, c’est pourquoi cet endroit est parfois dénommé « Douane de Fives ».